# 椙杜氏
椙杜氏（すぎもりし、すぎもりうじ）は、日本の氏族。周防国を本拠とする椙杜氏が著名。古文書では“すぎ”の字を「椙」「杉」、“もり”の字を「杜」「森」として表記しており、「椙杜」以外に、「杉森」など、両方の字を自在に使っていたことが分かる。
- 周防椙杜氏　周防国玖珂郡を本拠とする一族。詳細は下記参照。
- 石見椙杜氏　石見国を本拠とする一族。周防椙森氏と同族。
- 豊前椙杜氏　豊前国を本拠とする一族。周防椙森氏と同族。

## 周防椙森氏

### 発祥
椙杜氏は大江広元同様朝臣であったが、鎌倉幕府に仕えて問注所初代執事となった三善康信を祖とする。鎌倉時代中期、三善康連は備後国世羅郡太田庄を領して太田氏を称した。建武の新政の後、太田時直は足利尊氏に従って活動し、祖父の太田貞連から周防国玖珂郡椙杜郷の地頭職を譲られた。
時直の孫・太田正康は南北朝時代に南朝勢力の強い九州を平定すべく、筑後国に所領を得て、西国に下り、その後椙杜郷に移り、椙杜を名字として、大内氏の被官となった。椙杜正康の子、椙杜弘康は、1467年（応仁元年）の応仁の乱では大内政弘に従って上洛している。弘康は養子に椙杜房康を迎え、その子隆康の時の1551年（天文20年）、大内義隆が家臣の陶隆房の謀反により殺害されるという事態に陥った（大寧寺の変）。その後も大内氏に仕えるが、1556年（弘治2年）より始まる毛利元就の防長経略の際、毛利氏に帰順した。そして居城の蓮華山城に隣接する、杉隆泰の鞍掛山城を毛利軍と攻撃し、隆泰を討ち取った。

### 毛利氏の家臣へ
椙杜隆康には子がなく、毛利元就の五男・毛利元秋を養子としたが、元秋は月山富田城の城主となり、養子縁組は解消された。代わりに元秋の弟・毛利元康（末次元康）を養子としたが、またもや1585年（天正13年）に、元康は元秋死後の月山富田城に入り、養子縁組は解消されるに至った。そして再び隆康は毛利氏庶家志道氏の志道元保の次男、志道元縁を養子に迎えた。
元縁は長門国勝山城の在番に任ぜられたが、1600年（慶長5年）の関ヶ原の戦いの後、長府藩を興した毛利秀元の家臣となり、筆頭家老となった。

### 江戸時代の椙杜氏と家名断絶
椙杜元縁の死後、杉杜元周、杉杜広中、杉杜広品、椙杜元世と続き、長府藩家老として権力の中枢にあったが、1710年（宝永7年）の浮石義民事件によって処罰され、減封された。1713年（正徳3年）には、筆頭家老の座を細川宮内に譲った。
1718年（享保3年）に長府藩5代藩主・毛利元矩が死去。15歳での夭折だったため、長府藩は家名断絶、領地は萩藩に還付することが検討される一大事となった。
毛利本家は清末藩主・毛利元平に家督を継がせ、長府藩の存続を幕府に願い出て、許された。元平は毛利匡広と名乗り、長府藩の6代藩主となった。
そのため清末藩出身者が長府藩でも幅をきかせるようになり、藩内では対立が激化した。1720年（享保5年）春、ついに椙杜元岑（元世より改名）と、同じく家老の時田元遠は、藩主・毛利匡広に願い出て、家禄を返上して長府を去った。
椙杜元岑は妻の実家、豊前国宇佐郡に移り住み、その後分家のある長門国深川に住んだ。ここに嫡男の椙杜元位を置いて、備後国三原に移り住んで、名を三原正白と変えた。
1722年（享保7年）備中国笠岡の智光寺に身を寄せ、1727年（享保12年）に死去。嫡子の椙杜元位も1730年（享保15年）に死去し、椙杜氏の本流は断絶した。